# 1982 v hudbě
Tento článek obsahuje události související s populární hudbou, které proběhly v roce 1982.

## Narození
- 15. února – Élodie Frégé, francouzská herečka a zpěvačka, vítězka třetí řady soutěže Star Academy
- 27. března – Gipsy, český rapper a zpěvák romského původu
- 3. dubna – Fler, německý rapper
- 3. května – Zdeněk Hamřík, český folkový kytarista a písničkář
- 24. dubna – Kelly Clarkson, americká popová zpěvačka, držitelka dvou Cen Grammy
- 11. května – Iva Frühlingová, česká zpěvačka, členka skupiny NO PAN!C
- 10. června – Faiby, český rapper a hudební producent
- 20. června – Example, britský zpěvák a rapper
- 1. července – Anelia, bulharská popová zpěvačka
- 27. července – Keri Hilson, americká R&B zpěvačka a skladatelka
- 13. listopadu – Kumi Kóda, japonská zpěvačka

## Zemřeli
- 19. března – Randy Rhoads (kytarista skupiny Ozzyho Osbournea)
- 8. prosince – Karel Václav Vacek, český hudební pedagog (* 5. června 1908)

## Alba
- domácí
  - Oheň z dříví eukalyptu – Greenhorns
  - Zrychlený dech – Helena Vondráčková
  - Světlo a stín – Hana Zagorová
  - Kontrasty – Karel Gott
  - Poslední kovboj – Michal Tučný
  - Třetí kniha džunglí – Progres 2

- zahraniční
  - Thriller – Michael Jackson
  - 2x45 – Cabaret Voltaire
  - A Broken Frame – Depeche Mode
  - A Kiss in the Dreamhouse – Siouxsie and the Banshees
  - Age To Age – Amy Grant
  - All Four One – The Motels
  - American Fool – John Cougar Mellencamp
  - Another Day/Another Dollar – Gang of Four
  - The Anvil – Visage
  - Asia – Asia
  - Avalon – Roxy Music
  - Bad Brains – Bad Brains
  - Bean Spill – The Minutemen
  - Beat – King Crimson
  - Beautiful Vision – Van Morrison
  - Before a Word is Said – Gowen, Miller, Sinclair, Tomkins
  - Big Science – Laurie Anderson
  - Black Metal – Venom
  - Black Tiger – Y&T
  - Blackout – Scorpions
  - The Blue Mask – Lou Reed
  - Bobbie Sue – The Oak Ridge Boys
  - Branigan – Laura Branigan
  - The Broadsword and the Beast – Jethro Tull
  - Business as Usual – Men at Work
  - Chicago 16 – Chicago
  - Christ – The Album – Crass(punk)
  - Chronic Town EP – R.E.M.
  - Coda – Led Zeppelin
  - Combat Rock – The Clash
  - Complete Madness – Madness (greatest hits)
  - Computer Games – George Clinton
  - Creatures of the Night – Kiss
  - Damaged – Black Flag(punk)
  - Dawn Patrol – Night Ranger
  - Death Wish II – Jimmy Page
  - The Distance – Bob Seger and the Silver Bullet Band
  - Diver Down – Van Halen
  - Donna Summer – Donna Summer
  - The Dreaming – Kate Bushová
  - D.S. al Coda – National Health
  - The Early Tapes/Strategy – Level 42
  - Eddie Murphy – Eddie Murphy (Debut)
  - English Settlement – XTC
  - Enter K – Peter Hammill
  - Everything Falls Apart – Hüsker Dü
  - …Famous Last Words… – Supertramp
  - Fast Women & Slow Horses – Dr. Feelgood
  - Five Miles Out – Mike Oldfield
  - Forever Now – The Psychedelic Furs
  - Garlands – Cocteau Twins
  - Get Nervous – Pat Benatar
  - The Gift – The Jam
  - Groovy Decay – Robyn Hitchcock
  - H2O – Daryl Hall & John Oates
  - Hello, I Must Be Going! – Phil Collins
  - Hérésie – Virgin Prunes
  - Hex Enduction Hour – The Fall
  - The High and the Mighty – Donnie Iris
  - Homotopy to Marie – Nurse With Wound
  - Hot Space – Queen
  - Hour Live – Toots & the Maytals
  - How Could Hell Be Any Worse? – Bad Religion (debut full-length)
  - Humans Only – Earthstar
  - The Hunter – Blondie (final studio album until early 1999)
  - I Paralyze – Cher
  - If I Die, I Die – Virgin Prunes
  - Imperial Bedroom – Elvis Costello & the Attractions
  - In My Eyes – Minor Threat
  - Iron Fist – Motörhead
  - It's Alright (I See Rainbows) – Yoko Ono
  - It's Hard – The Who
  - Junkyard – The Birthday Party (final)
  - Kissing to Be Clever – Culture Club
  - La Folie – The Stranglers
  - Langkah Berikutnya (and then Tokoh-Tokoh) – Ebiet G. Ade
  - Le Disque d'Or du Mundial '82 – Dalida (compilation)
  - The Lee Aaron Project – Lee Aaron
  - Leichenschrei – SPK
  - Lexicon of Love – ABC
  - Live Evil – Black Sabbath
  - Living My Life – Grace Jones
  - Love Over Gold – Dire Straits
  - Love Will Turn You Around – Kenny Rogers
  - Madonna – Madonna (debut)
  - Meat Puppets – Meat Puppets (debut)
  - Mesopotamia – The B–52's
  - Metal on Metal – Anvil
  - Miami – The Gun Club
  - Midnight Love – Marvin Gaye
  - Milo Goes to College – The Descendents
  - Mirage – Fleetwood Mac
  - Mommy's Little Monster – Social Distortion
  - Mondialement Vôtre – Dalida
  - Minor Threat – Minor Threat
  - Music for a New Society – John Cale
  - Naked – Sex Gang Children
  - Nebraska – Bruce Springsteen
  - New Britain – Whitehouse
  - Niecy – Deniece Williams
  - Night and Day – Joe Jackson
  - The Nightfly – Donald Fagen
  - 1+9+8+2 – Status Quo
  - Nona – Nona Hendryx
  - Nothing Can Stop Us – Robert Wyatt
  - Nothing to Fear – Oingo Boingo
  - Now and Forever – Air Supply
  - Now Then... – Stiff Little Fingers(punk)
  - Nugent – Ted Nugent
  - The Number of the Beast – Iron Maiden,HM
  - Nylon Curtain – Billy Joel
  - Oh No!, It's Devo – Devo,New Wave
  - On Land – Brian Eno
  - One To One – Carole King
  - The One Giveth, The Count Taketh Away – William Bootsy Collins
  - Oriental Beat – Hanoi Rocks
  - Original Musiquarium – Greatest Hits – Stevie Wonder
  - The Party's Over – Talk Talk
  - Peter Gabriel also known as Security – Peter Gabriel
  - Pictures at Eleven – Robert Plant (former Led Zeppelin Vocalist's solo debut)
  - Picture This – Huey Lewis & The News
  - Pornography – The Cure
  - Private Audition – Heart
  - The Pursuit of Accidents – Level 42
  - Revelations – Killing Joke
  - Rio – Duran Duran
  - The Rise & Fall – Madness
  - Rock in a Hard Place – Aerosmith
  - Room To Live – The Fall
  - Rough Diamonds – Bad Company
  - Ruff Cuts EP – Twisted Sister
  - Saints & Sinners – Whitesnake
  - Screaming for Vengeance – Judas Priest,HM
  - Send Me A Lullaby – The Go-Betweens
  - Shabooh Shoobah – INXS
  - Shoot out the Lights – Richard and Linda Thompson
  - Signals – Rush
  - Silk Electric – Diana Ross
  - The Singles: The First Ten Years – ABBA
  - The Sky's Gone Out – Bauhaus
  - Somewhere in Afrika – Manfred Mann's Earth Band
  - Songs of the Free – Gang of Four
  - Sonic Youth – Sonic Youth
  - Speak of the Devil – Ozzy Osbourne (Live)
  - Spécial Dalida – Dalida, France
  - Stink – The Replacements
  - Straight Between the Eyes – Rainbow
  - Sweets From a Stranger – Squeeze
  - There For No One To See – Grand Prix
  - Tenebrae – Simonetti-Morante-Pignatelli (Goblin)
  - Three Lock Box – Sammy Hagar
  - Time and Tide – Split Enz
  - Timepieces: Best of Eric Clapton – Eric Clapton (Best of 1969–1979)
  - Too Fast for Love – Mötley Crüe (debut re-release)
  - Too-Rye-Ay – Dexys Midnight Runners
  - Toto IV – Toto
  - Troops Of Tomorrow – The Exploited, Punk
  - Tug of War – Paul McCartney
  - The Tunes of Two Cities – The Residents
  - Under the Big Black Sun – X(LA)
  - Under The Blade – Twisted Sister (debut)
  - 1999 – Prince
  - Upstairs at Eric's – Yazoo
  - Wasted Youth – Girl
  - White Eagle – Tangerine Dream
  - ZappⅡ – Zapp
  - Zipper Catches Skin – Alice Cooper

## Hity
- domácí
  - Stanislav Hložek a Petr Kotvald – Holky z naší školky
  - Jaroslav Uhlíř – Severní vítr
  - Michal Tučný – Báječná ženská
  - Marie Rottrová – Ten vůz už jel
  - František Ringo Čech – Já už jdu

- zahraniční
  - USA
    - Kool and The Gang – Get Down On It
    - Kool and The Gang – Steppin' Out
    - Deniece Williams – It'S Gonna Take A Miracle
    - The Human League – Don't You Want Me
    - Soft Cell – Tainted Love
    - Joan Jett & The Blackhearts – I Love Rock 'N' Roll
    - J. Geils Band – Centerfold
    - Survivor – Eye Of The Tiger
    - Joe Cocker & Jennifer Warnes – Up Where We Belong
    - Paul McCartney & Stevie Wonder – Ebony And Ivory
    - Men At Work – Down Under
    - Hall & Oates – I Can't Go For That (No Can Do)
    - Toni Basil – Mickey
    - Steve Miller Band – Abracadabra
    - Chicago – Hard To Say I'm Sorry
    - Toto – Rosanna
    - Willie Nelson – Always On My Mind
    - John Mellencamp – Jack And Diane
    - John Mellencamp – Hurt So Good
    - Duran Duran – Hungry Like The Wolf
    - The Go-Go's – We Got The Beat
    - Journey – Open Arms

## Hudební film
- Pink Floyd – The Wall